# Društvo učiteljev geografije Slovenije
Društvo učiteljev geografije Slovenije (kratica DUGS) je bilo ustanovljeno 6. novembra 1998 v Kranjski Gori. Pobudo za ustanovitev društva je po mednarodnih zgledih udejanjil Jurij Kunaver.
Društvo ima sedež v Ljubljani in je član Zveze geografov Slovenije. Skrbi za povezovanje učiteljev geografije v Sloveniji in tujini. Prireja izobraževanja učiteljev in dejavnosti, ki popularizirajo geografijo in njeno praktično ter življenjsko uporabnost.
Najbolj odmevne dejavnosti so vsakoletni dvodnevni jesenski tabor učiteljev geografije, Kocenova sobota – izobraževalno srečanje na Ponikvi, mednarodne konference o poučevanju geografije, Fabianijevi dnevi – natečaj za geografsko predstavitev domačega kraja, in skrb za rabo informacijske tehnologije pri pouku.
Vključeno je tudi v evropsko zvezo učiteljev EUROGEO.